# Interpretatio cessat in claris

Interpretatio cessat in claris est une expression latine qui signifie : « L'interprétation cesse lorsque les choses sont claires. » Elle est utilisée non seulement en droit français, mais aussi en droit québécois, par une variante, pour relever que, dans l'analyse d'un texte juridique, il n'y a pas lieu d'interpréter les clauses lorsqu'elles sont claires.  
Interpréter, c’est chercher à donner aux mots d’un texte dont la signification était obscure, un sens précis ; pour le magistrat, le texte susceptible d'être interprété est celui d'une loi, d'un décret ou d'un règlement, ou, le plus souvent, celui d'un contrat.

## Origine de l'expression
En droit français, la maxime latine « Interpretatio cessat in claris » a été utilisée par Jean-Étienne-Marie Portalis, l'un des rédacteurs du Code civil, dans son discours préliminaire au projet de Code civil de l’an XI, dont l'une des trois propositions était : « Quand la loi est claire, il faut la suivre. »
Ainsi, cette limitation au pouvoir d’interprétation était déjà dans l’esprit des rédacteurs du Code civil qui avaient entendu réserver l’interprétation aux seuls actes ambigus. Les tribunaux ont généralement retenu deux applications de cette formulation :  
- tout d'abord, en refusant d'élargir la portée d'un texte clair et sans ambiguïté, considérant que ce n'est pas au tribunal d'écrire ce que le législateur n'a pas lui-même voulu écrire ;
- ensuite, en faisant primer ce que dit le texte lui-même sur la recherche de ce qu'était l'intention du législateur en l'écrivant.

Ces principes ont été à l'origine de plusieurs arrêts qui ont fait jurisprudence, tels que « Marchon contre époux Fousset et autre » en 1932, ou encore « Dame Fournet contre Chevalon » en 1946.

### École de l’exégèse
Dans la tradition de l'école de l'exégèse, les notions de clarté et d'interprétation sont opposées. Selon Locke : « Plus d'un homme qui, à première lecture, avait cru comprendre une clause du Code en a tout à fait perdu l'intelligence, après avoir consulté des commentateurs dont les élucidations ont accru ses doutes ou leur ont donné naissance, et plongé le texte dans l'obscurité. »

### Rhétorique et interprétation
Montesquieu disait des juges qu’ils ne sont que « la bouche qui prononce les paroles de la loi ; des êtres inanimés qui n’en peuvent modérer ni la force ni la rigueur ». Toutefois, et selon Chaïm Perelman, « dans les faits, dans la réalité judiciaire, il revient au juge de décider si le texte est clair ou non et de l'interpréter ou pas, et en agissant ainsi, le juge se prête déjà à une interprétation ».
À titre d'exemples  
- Au Québec et relativement à la Convention européenne des droits de l’homme et la Convention américaine des droits de l’homme, chaque disposition de ce texte a un objet et un but unique qu'il convient de clarifier en cherchant à réconcilier les pratiques divergentes avec la théorie générale[8].
- De même l'article 1426 en droit québécois : On tient compte, dans l’interprétation du contrat, de sa nature, des circonstances dans lesquelles il a été conclu, de l’interprétation que les parties lui ont déjà donnée ou qu’il peut avoir reçue, ainsi que des usages[9].

### Théorie de l'acte clair
La règle de l’acte clair est la suivante : 
- on n’interprète pas ce qui n’a pas besoin d’être interprété ;
- on n’interprète pas un acte clair, on l’applique.

## Portée en droit français
Hormis les questions relatives à l’ambiguïté proprement dite, il convient de distinguer entre celles relatives à l'interprétation de la loi et celles concernant le contrat.
Ainsi, la loi pénale est soumise au principe de l’interprétation stricte, lequel principe est la conséquence du principe de légalité criminelle. L'application est fermement opérée par la jurisprudence de la Chambre criminelle de la Cour de cassation française, qui cependant retient un recours à l’objectif de la loi pour en déterminer son interprétation.
Cette jurisprudence opère un distinguo selon que le texte est clairement et précisément rédigé, prohibant toute interprétation en application de l’adage, sauf en présence d’un texte obscur ou ambigu, qui contraindra alors le magistrat à l'interprétation requise par ce texte.
La maxime juridique est reprise par l'article 1192 du Code civil : « On ne peut interpréter les clauses claires et précises à peine de dénaturation. ».
Ce texte traite de la question épineuse de l’interprétation littérale des clauses d'un texte juridique en contredisant la portée initiale, issue de l'école de l’exégèse de la maxime « Interpretatio cessat in claris », affirmant qu'il ne convient aucunement de qualifier un mode d’interprétation consistant à s’en tenir au libellé même du texte, sans se préoccuper d’en pénétrer l’esprit.

### Contrôle de dénaturation par la Cour de cassation
La règle contractuelle forme la loi d’airain des parties et s’impose nécessairement à peine de dénaturation de la convention. L’interprétation du contrat ne doit pas être purement grammaticale, sans référence à son esprit. 
Sur la question de l’interprétation et plus précisément sur le principe « Interpretatio cessat in claris », il ressort que les expressions claires ne souffrent point d’interprétation pour en faire connaître le sens, puisque leur clarté le rend évident… Il faut s’en tenir au sens qui paraît par l’expression.
La clause doit être analysée par le magistrat en application dudit principe qui constitue le fondement du contrôle de dénaturation des contrats mis en œuvre par la Cour de cassation. Ladite dénaturation pouvant être commise :
- par addition : le juge ajoute à l'écrit ce qu'il ne contient pas ;
- ou par omission : le juge omet de relever ce que contient l'écrit.

### Doctrine
Selon Dimitri Houtcieff : « La dénaturation n'est pas une simple mauvaise interprétation, c'est l'interprétation d'une clause qui ne s’interprète pas. Une telle dénaturation confine à modifier la convention et à méconnaître la force obligatoire des contrats. »
La question posée ici n’est pas celle de la limitation du pouvoir de l’interprète par une application stricte d'une théorie de l’acte clair ; en effet, lorsque la clause analysée n’est ni équivoque, ni obscure, ni confuse et ni ambigüe, elle ne sera susceptible que d’un seul sens et dépourvue de la moindre ambiguïté.
Lorsque les termes sont clairs et précis, toute interprétation même mineure confine à la dénaturation en raison de l'application de cet adage ; en effet, la dénaturation se réalise, qu'il s'agisse d'une modification de stipulations contractuelles ou d'une adjonction au contrat d’une condition qu’il ne comporte pas. 
Cette notion même de dénaturation repose sur la force obligatoire du contrat, et l'interprétation n'est requise qu'en cas d'ambiguïté ou d'obscurité des termes d’un contrat.

### Jurisprudences
À titre d'exemples 
- Il n'est pas permis aux juges, lorsque les termes de ces conventions sont clairs et précis, de dénaturer les obligations qui en résultent, et de modifier les stipulations qu'elles renferment[15] ;
- Rappelant l'obligation pour le juge de ne pas dénaturer l'écrit qui lui est soumis, la Cour de cassation censure la décision des juges du fond, en leur reprochant d’avoir, en ajoutant à l’une des clauses d’exclusion de la garantie (3.12) une condition relative à une cause extérieure qui n’était pas stipulée, dénaturé cette clause[16].

#### En droit desbaux commerciaux
À titre d'exemples
- Lorsque la clause du bail ne précise pas que le montant de la taxe foncière à rembourser est celui afférent à l'immeuble dans son intégralité mais se borne à mentionner « l'immeuble dans lequel se trouve le local loué » sans plus de précision sur l'immeuble à considérer, de sorte qu' elle est ambiguë et doit être interprétée, la cour d'appel a souverainement retenu, sans dénaturation, qu'à défaut d'une clause expresse mettant à la charge du locataire le remboursement de taxe foncière sur des locaux qu'il n'occupait pas, le preneur n'était redevable, pour la période non prescrite, que de la moitié de la taxe foncière afférente aux locaux commerciaux qu'il loue[17].
- La clause 7.1, alinéa 1, des baux conclus entre les parties pour chacun des sites industriels stipulait que le preneur pourrait librement céder son droit au bail à l'acquéreur de son fonds de commerce ou de tout ou partie de son entreprise et que ledit preneur avait, par traités d'apport partiel d'actifs placé sous le régime des scissions, cédé les droits au bail, lequel cessionnaire devenu titulaire de plein droit des baux, la cour d'appel, a pu en déduire que la clause s'appliquait dans le cas de cessions du droit au bail par voie d'apport partiel d'actifs[18],[Notes 4].
- La cour d’appel est censurée pour avoir interprété la volonté des parties alors même qu’elle a dénaturé une clause de destination qui stipule que « le preneur utilisera les lieux loués pour y exercer les activités suivantes : entreposage de matériel de démolition, de terrassement, location de matériel TP, location de bennes, le tout en respectant les normes antipollution en vigueur », pour autoriser également l’activité de stockage de gravats et de déchets alors même que la clause de destination ne fait aucune référence à des matériaux de démolition[19].

#### En droit de lacopropriété
- Ce sont les articles 2 et 3[20] de la loi 65-557 du 10 juillet 1965 qui posent les critères[Notes 5] de distinction entre les parties privatives et les parties communes[21]. Toutefois, ces dispositions étant supplétives, c’est au règlement de copropriété et à l’état descriptif de division qu’il appartient d’énumérer les parties privatives et les parties communes[Notes 6].

## Portée en droit québécois

### Doctrine
L'auteur de doctrine Pierre-André Côté commente la règle interpretatio cessat in claris dans la première édition de son ouvrage Interprétation des lois. Toutefois, il ajoute que l'adage est peu usité au Québec. 

« Cette formulation consacre ce qu'on appelle la "doctrine du sens  clair des textes", doctrine qui reçoit aussi une formulation latine, peu usitée chez   nous  cependant : Interpretatio cessat in claris. Un adage, que le projet de livre préliminaire du code civil français avait repris, lui donne une  forme lapidaire : "Quand une loi est claire, il ne faut pas en éluder la  lettre, sous prétexte d'en pénétrer l'esprit". »

Dans une édition plus tardive de son ouvrage, il reprend la doctrine du sens clair des lois, mais en utilisant sa dénomination de common law qui est plus usitée au Canada, c'est-à-dire la règle du sens ordinaire ou plain meaning rule. Les auteurs Stéphane Beaulac et Frédéric Bérard expliquent aussi la doctrine du sens clair des lois sous l'angle de la règle du sens ordinaire et de la règle du sens littéral. 
Quant à la doctrine juridique actuelle des tribunaux canadiens, ces mêmes auteurs expliquent que, plutôt que de s'en tenir seulement au texte de la loi, l'approche généralement favorisée est l'approche téléologique d'Elmer Driedger et Ruth Sullivan, qui peut se résumer en les termes suivants, d'après l'arrêt de principe de la Cour suprême Stubart Investments Ltd. c. The Queen : 

« Aujourd'hui il n'y a qu'un seul principe ou solution : il faut lire les termes d'une loi dans leur contexte global en suivant le sens ordinaire et grammatical qui s'harmonise avec l'esprit de la loi, l'objet de la loi et l'intention du législateur. »

Donc, bien que le sens ordinaire et grammatical de la loi soit suivi, il est harmonisé avec le contexte global le la loi, l'esprit de la loi, l'objet de la loi et l'intention du législateur. 
Cependant, plus le texte est clair, moins il y aura recours à des sources externes à la loi comme les travaux préparatoires de parlementaires ; d'autre part, la Charte canadienne des droits et libertés n'a pas une priorité systématique sur une règle claire, comme l'explique la Cour suprême dans l'arrêt MédiaQMI inc. c. Kamel de 2021 : « Le recours aux travaux préparatoires ne saurait servir à justifier de ne pas appliquer une règle claire, minant ainsi la confiance que le lecteur doit pouvoir mettre dans le libellé du texte interprété à la lumière de son contexte. Les tribunaux n’ont pas à interpréter ni à appliquer l’objectif sous‑jacent à une disposition ou à un régime législatif, mais plutôt le texte au moyen duquel le législateur entend atteindre cet objectif […]. Dans Bell ExpressVu Limited Partnership c. Rex, notre Cour a rejeté la théorie selon laquelle les tribunaux devraient interpréter les lois de manière à les rendre conformes aux principes ou aux valeurs de la Charte canadienne  ».

### Exemples d'utilisations dans la jurisprudence
La maxime latine Interpretatio cessat in claris est utilisée dans plusieurs décisions judiciaires québécoises. À titre d'exemples : 
- Dans l'affaire Desjardins c. Assoc. de Bienfaisance et de Retraite des Policiers et Policières de la Ville de Montréal[28], le juge affirme que les dispositions du régime de retraite de policiers ne requièrent pas d'interprétation car elles sont claires.
- Dans la décision, Directeur des poursuites criminelles et pénales c. Orienthé Montréal ltée (L')[29], le juge affirme que la maxime latine Interpretatio cessat in claris est reconnue en droit depuis au moins 1901, dans l'affaire Sweeney c. Lovell[30].
- Dans la décision Arcelormittal Montréal inc. (Contreecoeur-Ouest) c Syndicat des métallos, section locale 6951[31], le tribunal cite un auteur qui explique que conformément à la maxime latine interpretation cessat in claris, une partie ne peut pas introduire une preuve extrinsèque devant un arbitre de griefs que lorsque celui-ci est en présence d'une clause ambiguë.

## Portée en droit international
La pratique internationale s'accorde à respecter les termes « selon leur acception naturelle, leur sens naturel, leur sens ordinaire ». La cour permanente de justice internationale se réfère au « sens naturel et ordinaire des mots » ; par contre la cour de justice des communautés européennes semble s'attacher davantage au sens communautaire plutôt qu'au sens naturel des termes.
Ainsi tels sont les termes du 3e paragraphe de l’article 33 de la convention sur le droit des traités : « Les termes d'un traité sont présumés avoir le même sens dans les divers textes authentiques. »